# لوسيان فرانسوا
لوسيان فرانسوا هو محامي بلجيكي، ولد في 26 مارس 1934 في Chênée ‏ في بلجيكا.